# Disebia
En la mitología griega, Disebia (en griego Δυσσέβεια, Dyssébeia) era el espíritu y la personificación de la «impiedad», en oposición a Eusebia, la «piedad».
«La soberbia (ὕβρις, hýbris) es realmente una hija de la impiedad (δυσσέβεια)».
Su contrapartida en latín era impietas, de nuevo, la «impiedad»:
«Voy a sacar y arrastrar desde lo más hondo del reino de Dite (Hades) todo lo que él ha dejado: vendrá el odioso Crimen (Scelus) y la Impiedad (Impietas) feroz, que se lame su propia sangre, y el Extravío (Error) y la Locura (Furor), siempre armada contra sí misma. Éste, éste es el servidor que debe usar mi resentimiento».